# Dynamiskt minne
Dynamiskt minne eller Dynamiskt RAM (DRAM) är ett flyktigt läs- och skrivbart datorminne som ofta används som arbetsminne och i grafikkort till datorer. Varje minnescell (som lagrar en bit) består i princip av en kondensator och en transistor. Lagring av en binär 1:a sker genom att kondensatorn laddas upp, och en 0:a genom att den laddas ur. Eftersom kondensatorn läcker måste minnet återskrivas (eng. refresh) med några millisekunders mellanrum för att bibehålla data.
Transistorn kan ses som en strömbrytare som drar ström enbart vid skrivning, läsning och uppdatering. Dynamiskt minne har därför moderat effektbehov trots hög lagringsdensitet jämfört med statiskt minne (SRAM) där varje minnescell utgörs av en bistabil vippa (typiskt 6 transistorer). Fördelen med riktiga vippor är dock att statiskt RAM kan göras både snabbare och strömsnålare än DRAM (dock ej samtidigt).
Den första minnescellen enligt DRAM-principen togs fram 1966 av Robert Dennard, en forskare på IBM:s Thomas J. Watson Research Center.